# Kerkshoven
Kerkshoven, in Sranantongo: Apkerki, is een voormalige plantage aan de Warappakreek in het stroomgebied van de Commewijne in de kolonie Suriname.

## Plantage
De plantage was gelegen in het opvaren aan de rechterzijde van de Warappakreek, destijds ook wel Warapperkreek genoemd. Het grensde ten noorden aan koffieplantage Cliffort-Kokshoven, ten westen aan de Warappakreek, ten zuiden aan het chirurgijns etablissement Staf-Arons en ten oosten aan de achterlanden van plantages aan de Matappicakreek. 
In januari 1795 meldt plantage-administrateur Schilt barre tijden aan de eigenaar J.R. den Putter in Amsterdam: Wij hier in onsen Surinaame hebbe een allerbedroevenste reegen tijd doorgebragt, met siektens te weeten swaare verkoudheijd naasten quaaden koorts en Roode loop en waar aan seer veel slaven gestorven sijn. Aan paramaribo dagen gehad van 16 a 18 Negers op eenen dag sijn begraaven  en soo na Rato op de plantagiën op uwe eige Plantage Kerkshoven is alles aangeweest, dog God sij dank nu alles wel.
In 1819 was Kerkshoven 525 Surinaamse akkers groot, ongeveer 225 hectare. Er werd toen koffie en katoen verbouwd, later nog alleen koffie (1827) met banaan, als schaduwplant.
Gerrit Schouten beeldde Kerkshoven in 1823 af in zijn grootste diorama -te zien in museum Het Valkhof in Nijmegen. De koffieloods van Kerkshoven is later verplaatst naar plantage Peperpot en daar gerestaureerd geworden.
In 1862 bestrafte plantage-administrateur Gerhardus Bernardus Visser slavin Affie tot bloedens toe met 25 zweepslagen omdat zij te lang gepoept had. Hoewel zijn handeling buitenwettig was werd hij door het openbaar ministerie vrijgesproken.

## Eigendomssituaties
(naar jaar)
- 1795: J.R. den Putter
- 1819: G. de Putter
- 1837: Weduwe J.G. de Putter
- 1856: Cornelis Pieter Slaap Thomaszoon, grondeigenaar, verblijvend te Amsterdam). De administrateur toen was G.D. Visser en de plantage-directeur J.P. Nuijzel.[4]

## Emancipatie
Bij de afschaffing van de slavernij in Suriname in 1863 werden op Kerkshoven 142 slaven vrijgemaakt, waarbij 29 nieuwe familienamen werden geboekstaafd, te weten:
Bloem, Boekhorst, Boschmans, Buiksloot, Goedhart, van Gonter,  Groenwoud, de Grutte, Himmelman, Josias, Kesper, Klasen, Kloppenburg, Klundert, Lutijn, de Mijn,  Nateck, Neurenberg, Oostberg, Oostburg, de Rijp,  Tapita, Veldwachter, Vlijtig, Voster, Vrey, de Witte, de Zonnenberg, Zwam.
In 1864 werd de plantage te koop aangeboden. Zo ook in 1946, reeds verlaten zijnde.